# Baby blues (singel)
Baby blues – piąty singel Kasi Kowalskiej promujący jej ósmy album „Antepenultimate”. Radiowa premiera odbyła się 9 marca 2010 o godzinie 20:15 na antenie RMF FM.

## Notowania
| Notowania            | Najwyższa pozycja |
| -------------------- | ----------------- |
| Poplista RMF FM      | 1                 |
| Liga Hitów Radia Zet | 2                 |
| Radio Wawa           | 1                 |